# 小行星8120
小行星8120（英語：8120 Kobe）是一颗围绕太阳公转的小行星。1997年11月2日，安部裕史在八束郡发现了此天体。
这颗小行星的绝对星等为231.72749等。